# Hawtai
Hawtai (officially Hawtai Motor Group) es una empresa china de fabricación de automóviles con sede en Beijing, con instalaciones de producción en Ordos, Mongolia Interior y Rongcheng, Shandong. Venta de autos y SUV bajo la marca Hawtai, De 2002 a 2010, la empresa tuvo una empresa conjunta u otra forma de cooperación legal con Hyundai Motors que fabricaba automóviles de pasajeros de la marca Hyundai para el mercado de China continental; Hawtai continues to use some Hyundai technology today.
A finales de 2010, se informó que su capacidad de producción era de 350.000 unidades/año.[cita requerida] Lo que distingue a Hawtai de los fabricantes de automóviles privados chinos rivales es su capacidad de producción de motores diésel. Hawtai, que se anuncia a sí misma como una marca de vehículos limpios, también es proveedor del Estado chino.

## Nombre
Aunque correctamente romanizado como Huátài en pinyin, y previamente romanizado como Huatai en marca, Hawtai es ahora la forma preferida de deletrear el nombre de este fabricante de automóviles chino con el alfabeto latino.

## Historia
Fundada en 2000, Hawtai Motor Group es, desde mayo de 2011, propiedad de Zhang Xiugen, un empresario chino. Inicialmente produciendo un SUV, a 2002 cooperation with Hyundai allowed it to manufacture Hyundai-branded SUVs starting in 2003, which it also started selling under its own name in 2004. Only the engines may have differentiated these Hawtai-branded offerings.[cita requerida] La compañía agregó sedán Sedan (automóvil) a su línea de productos en 2010, y estos son probablemente los primeros vehículos que diseñó y fabricó.[cita requerida]
Rescate fallido de Saab
Aunque nunca se consumó, A principios de mayo de 2011, Hawtai acordó proporcionar 150 millones de euros a Spyker Cars, el entonces actual propietario de Saab, a cambio de los derechos de fabricación chinos del nuevo Saab 9-3 y una propiedad del 30% de este fabricante de vehículos sueco. The deal quickly fell through.
Transferencias de tecnología
Hawtai parece ansioso por absorber tecnología extranjera, y la empresa ha solicitado dichas transferencias en repetidas ocasiones en el proceso de acceso al motor diésel y tecnologías de plataforma de vehículo. Alrededor de la época de la reorganización del Capítulo 11 de Chrysler de 2009, Este fabricante de automóviles estadounidense discutió la posibilidad de vender activos con Hawtai.
A principios de la década de 2000, Hawtai compró tecnología de Hyundai Motors, incluida parte utilizada en el Santa Fe de primera generación. La compañía comercializa una versión de este pequeño SUV con la marca Hawtai as well as one of the Hyundai Terracan. c. En 2010, ambos modelos usaban los mismos nombres que sus homólogos de la marca Hyundai, pero en 2014 se hacía referencia al Hawtai Santa Fe como Hawtai C9. La empresa no parece reacia a divulgar el origen de la propiedad intelectual que aparece en estos vehículos; Se refiere al C9 como un "clásico coreano".
Hawtai utiliza tecnologías de motores desarrolladas por otras empresas, incluidas algunas creadas por expertos italianos en motores diésel VM Motori.
Empresa conjunta de Hyundai
En 2002, Hawtai inició un acuerdo de licencia, asociación o empresa conjunta con Hyundai Motors, pero, a finales de 2010, esto ha cesado. Sin embargo, se siguió haciendo referencia a Hawtai como socio de Hyundai hasta 2011. Independientemente de la naturaleza jurídica específica del proyecto, la cooperación Hyundai-Hawtai produjo versiones para el mercado chino de varios modelos de Hyundai: el Hyundai Matrix, a people carrier, the Hyundai Santa Fe, y el Hyundai Terracan. El Santa Fe fue el quinto SUV más comprado en China en 2010, y al menos algunas versiones Hawtai del automóvil pueden diferir significativamente de las vendidas en otros mercados. Both Hyundai SUVs have experienced continued popularity in China.[cita requerida] El SUV más nuevo de Hawtai, el B35 Bolgheri ("Baolige" en chino) utiliza la tecnología plataforma de Hyundai.
Colaboración propuesta con Proton
Entre 2011 y 2012, se promocionó una unión entre Proton malasio y Hawtai. Este acuerdo aún incompleto puede haberse originado en una conferencia de negocios patrocinada por la ASEAN.

## Productos
Hawtai produce actualmente los siguientes vehículos:
vehículo eléctrico:
- Shengdafei 2 XEV360
- Shengdafei 5 XEV260
- Shengdafei 5 XEV480
- Shengdafei 7 XEV520
- Lusheng S1 iEV360
- Lusheng S1 EV160B
- Lusheng S1 EV160R
- Lusheng S5 iEV230

HIELO:
- Shengdafei 5
- Shengdafei 7
- Lusheng S5

Interrumpido:
- B11 (1.8 and 2.0 litre)
- B21/E70 (2.0L Mitsubishi 4G63 & 4G94D, 1.5L turbocharged)[23]
- Bolgheri (1.8 and 2.0 litre)
- Shengdafei (1.8 and 2.0 litre)
- Terracan (2.4 litre)

|            |
| Hawtai B11 |

|            |
| Hawtai E70 |

|                     |
| Hawtai Bolgheri B35 |

|                  |
| Hawtai Shendafei |

|                         |
| Hawtai Terracan (China) |

### Motores
Algunos modelos Hawtai utilizan motores SAIC Motor, but other powerplants are said to be Hawtai's own using technology purchased from Italian diesel experts VM Motori. The company states that the design of these engines, made at its Inner Mongolia site, has been modified in-house.

## Operaciones
Hawtai tiene instalaciones de producción de automóviles de pasajeros en Ordos, Mongolia Interior, and Rongcheng, Shandong. The latter site has a 150,000 vehicles per year production capacity. La planta de Mongolia Interior tiene una capacidad de producción de 300.000 unidades/año, fabrica motores diésel modernos y es posible que haya estado en construcción en febrero de 2010.[cita requerida] Estas cifras de capacidad de producción pueden considerar vehículos y motores completos como discretos. Esta instalación produce transmisiones Transmisión (mecánica) así como motores. Hawtai afirma tener una capacidad de producción para este lugar de un millón de motores, 500.000 vehículos completos y el mismo número de transmisiones.
La empresa afirma que en 2002 se estableció una instalación de producción de autobuses en Yanbian.
Una antigua oficina de localización de motores/tecnología de procesos en Beijing puede ser un sitio para esfuerzos de I+D.[cita requerida]

## Ventas
En 2013 se vendieron en China un total de 28.812 turismos Hawtai, lo que la convierte en la quincuagésima marca de automóviles más vendida en el país ese año. (y la trigésima marca china más vendida).

### Exportaciones
La empresa ha exportado a Angola, el sudeste asiático y uno o más de los CIS naciones, una agrupación de estados del antiguo bloque soviético. Hawtai se ha puesto en contacto con al menos un ensamblador de automóviles ruso, Derways, en un intento de iniciar las ventas de CKD, y también ha explorado la posibilidad de ensamblar automóviles en una zona de libre comercio que pronto estará operativa en Valencia, España, firma de un MoU con un alcalde español.